# Ważka (nowela)
Ważka (oryg. ang. Dragonfly) – nowela fantasy amerykańskiej pisarki Ursuli K. Le Guin, łącznik między czwartą a piątą powieścią cyklu Ziemiomorze: Tehanu i Inny wiatr.
Nowela została napisana przez autorkę specjalnie do antologii Legendy Roberta Silverberga, która ukazała się w 1998 r. (polskie wydanie Rebis 1999, w tłumaczeniu Radosława Kota), a następnie, wraz z innym krótkimi formami cyklu, została opublikowana w 2001 r. w zbiorze Opowieści z Ziemiomorza (polskie wydanie Prószyński i S-ka 2002 r., w tłumaczeniu Pauliny Braiter).

## Zarys treści
Na wyspie Way, w krainie Iria, w – niegdyś bogatej i sławnej, a obecnie podupadłej i skłóconej – rodzinie urodziła się dziewczynka o imieniu Ważka. Jej ojciec był zgorzkniałym, żyjącym przeszłością i kłótniami mężczyzną, matki zaś nikt nie widział – urodziła dziewczynkę podczas pobytu ojca gdzieś w mieście i zmarła podczas połogu. Dziewczynkę wychowywała służba domowa i nikt specjalnie się nią nie przejmował. Gdy skończyła trzynaście lat, jak zwyczaj każe, wioskowa czarownica nadała jej imię. Ku rozczarowaniu dziewczynki imię to brzmiało Irian. Czarownica jednak miała poczucie niedokończonej pracy – stwierdziła, że nie jest to pełne imię dziewczynki.
W innej części Irii mieszkał młody czarodziej, Kość. Nie był on czarnoksiężnikiem, z nieznanych nikomu przyczyn przerwał naukę na Roke, ale poznał nieco użytecznych czarów i umiał zaimponować prowincjuszom. Przypadkiem poznawszy Ważkę, zapałał do niej uczuciem. Dziewczyna była jednak zupełnie odporna na jego awanse, natomiast bardzo interesowały ją czary. Kość postanowił zniewolić Ważkę, omamiwszy perspektywą przemycenia do szkoły magii na Roke. Warunkiem wstępu do szkoły jest wyjawienie prawdziwego imienia ucznia, Kość umyślił sobie, że gdy pozna prawdziwe imię dziewczyny, zdobędzie nad nią pełną władzę. Mimo iż wszystko poszło jak trzeba, młodzieniec nie był zdolny nic jej zrobić.
Na Roke Ważka była jedyną kobietą w męskiej szkole, w związku z czym mistrzowie nie chcieli jej uczyć. Schronienie dał jej Mistrz Wzorów, zamieszkujący w przedwiecznym Gaju. Tam, spacerując wśród drzew, rozmawiając z mistrzem Azverem, Irian spędzała dni, ucząc się i przechodząc wewnętrzną przemianę. Jej obecność jednak przeszkadzała czarodziejom, a zwłaszcza Mistrzowi Przywołań, Thorionowi, który niegdyś odmieniony wrócił z krainy martwych, a teraz chciał zostać nowym Arcymagiem. Thorion doprowadził do konfrontacji między podzielonymi magami, podczas której ujawniła się prawdziwa natura Irian, natura człowieka-smoka. Dziewczyna unicestwiła maga, po czym w postaci smoka odleciała poza zachód, do swojego ludu.

## Nagrody
Tomy, w których ukazała się nowela, zdobyły kilka nagród: antologia Legendy zdobyła nagrodę Locusa dla najlepszej antologii w 1999 r., zaś zbiór Opowieści z Ziemiomorza Nagrodę Locusa w 2002 r. dla najlepszego tomu opowiadań oraz Nagrodę Endeavour. Sama nowela była nominowana w 1999 r. do World Fantasy Award i Locusa (tu zajęła 2. miejsce) oraz w 2000 r. Nagrody Jamesa Tiptree Jr.